# Pararotruda nesiotica
Pararotruda nesiotica är en fjärilsart som beskrevs av Hans Rebel 1911. Pararotruda nesiotica ingår i släktet Pararotruda och familjen mott. Inga underarter finns listade i Catalogue of Life.